# Lista do Património Cultural Imaterial da Humanidade no Egito

A Organização das Nações Unidas para a Educação, a Ciência e a Cultura (UNESCO) propôs um plano de proteção ao patrimônio cultural do mundo, através da Convenção sobre o Patrimônio Cultural Imaterial da Humanidade, cujo processo de implementação teve início em 1997 e foi oficializado em 2003. Esta é uma lista do Patrimônio Cultural Imaterial existente no Egito, especificamente classificada pela UNESCO visando catalogar e proteger manifestações da cultura humana no país. O Egito ratificou a convenção em 3 de agosto de 2005, tornando suas manifestações culturais elegíveis para inclusão na lista.
A manifestação Sirat Bani Hilal foi a primeira manifestação do Egito incluída na lista do Patrimônio Cultural Imaterial da UNESCO por ocasião da 3.ª Sessão do Comitê Intergovernamental para a Proteção do Patrimônio Cultural Imaterial da Humanidade, realizada em Istambul (Turquia) em 2008. Desde a mais recente adesão à lista, o Egito totaliza 6 elementos culturais classificados como Patrimônio Cultural Imaterial.

## Bens imateriais
O Egito conta atualmente com as seguintes manifestações declaradas como Patrimônio Cultural Imaterial pela UNESCO:
| | Épico Al-Sirah Al-Hilaliyyah |
| Bem imaterial inscrito em 2008. |                              |
| Este poema oral, também conhecido como épico Hilali, narra a saga da tribo beduína Bani Hilal e sua migração da Península Arábica para o norte da África no século X. Essa tribo dominou um vasto território no norte da África central por mais de um século antes de ser aniquilada por rivais marroquinos. Como um dos principais poemas épicos que se desenvolveram dentro da tradição folclórica árabe, o Hilali é o único épico ainda realizado em sua forma musical integral. Além disso, uma vez difundido em todo o Oriente Médio, desapareceu de todos os lugares, exceto do Egito. (UNESCO/BPI) |                              |

| | Tahtib, jogo com bastões |
| Bem imaterial inscrito em 2016. |                          |
| No Antigo Egito, o Tahtib era usado como uma forma de artes marciais. O seu papel mudou desde então para um jogo festivo, mas alguns dos simbolismos e valores associados à prática permanecem. Realizado na frente de uma platéia, envolve um breve e não violento intercâmbio entre dois adversários, cada um empunhando um longo bastão enquanto a música folclórica toca ao fundo. O controle completo deve ser exercido, pois nenhum golpe é permitido. Os praticantes são do sexo masculino, jovens e idosos, principalmente de populações Saeedy no alto Egito, particularmente áreas rurais onde o Tahtib tem sido usado pelos habitantes como parte de suas vidas diárias e considerado um sinal de masculinidade. As regras do jogo são baseadas em valores como respeito mútuo, amizade, coragem, força, cavalheirismo e orgulho. Tahtib é praticado em ambientes sociais públicos e privados. Às vezes, são realizadas competições para incentivar novos jogadores e noites especiais de Tahtib envolvendo diferentes províncias que podem durar quase uma semana. A transmissão ocorre dentro das famílias, bairros e para quem deseja aprender. O jogo dá aos participantes confiança a partir das habilidades adquiridas e um sentimento de orgulho em atuar diante de sua comunidade. Também ajuda a fortalecer os laços familiares e a promover boas relações comunitárias. (UNESCO/BPI) |                          |

| | Marionetas de mão tradicionais |
| Bem imaterial inscrito em 2018. |                                |
| Al-Aragoz é uma forma antiga de teatro egípcio que usa marionetes tradicionais. Performances são eventos muito populares durante os quais os bonequeiros permanecem escondidos dentro de um pequeno palco portátil enquanto um assistente interage com os bonecos e a multidão. Al-Aragoz leva o nome do boneco principal, cuja voz distinta é criada com um modificador de voz. Os performers e o público interagem dinamicamente ao longo dos espetáculos, que têm uma atmosfera cômica e divertida, e os praticantes devem ser habilidosos na manipulação e manutenção do boneco, assim como na improvisação e na música. Os programas exploram uma variedade de temas relacionados com a vida quotidiana, sendo um tema recorrente a luta contra a corrupção. A arte costumava ser apresentada por grupos de artistas itinerantes, que passavam de uma festa folclórica para outra. No entanto, quando essas performances começaram a diminuir, os intérpretes e seus assistentes se estabeleceram permanentemente em locais fixos, principalmente no Cairo. A viabilidade da prática é ameaçada pelas mudanças nas circunstâncias sociais, políticas, legais e culturais de sua promulgação, como leis sobre reuniões públicas, o aumento do radicalismo religioso, uma diminuição geral do interesse entre as gerações mais jovens e a idade avançada de seus praticantes ativos. O número de praticantes sobreviventes diminuiu, enquanto muitos daqueles que antes representavam histórias desapareceram. (UNESCO/BPI) |                                |

| | Conhecimentos, habilidades, tradições e práticas da datileira |
| Bem imaterial inscrito em 2019. |                                                               |
| Este bem é compartilhado: Arábia Saudita, Bahrein, Emirados Árabes Unidos, Iêmen, Iraque, Jordânia, Kuwait, Marrocos, Omã, Palestina, Sudão e Tunísia. |                                                               |
| A datileira está ligada à população regional dos Estados submissos há séculos, servindo tanto como fonte de numerosos ofícios, profissões e tradições sociais e culturais, costumes e práticas, quanto como uma forma fundamental de nutrição. A datileira é uma planta perene tipicamente associada a climas secos, onde as raízes da planta penetram profundamente na terra em busca de umidade. Os portadores e praticantes incluem proprietários de fazendas de tamareiras, agricultores que plantam, cultivam e irrigam os ramos da datileira, artesãos que produzem produtos tradicionais usando várias partes da palmeira, comerciantes de tâmaras, indivíduos criativos e artistas de contos e poemas folclóricos associados. A tamareira, conhecimentos, habilidades, tradições e práticas têm desempenhado um papel fundamental no fortalecimento da conexão entre as pessoas e a terra na região árabe, ajudando-os a enfrentar os desafios do ambiente desértico inóspito. Essa relação histórica da região com o elemento produziu uma rica herança cultural de práticas relacionadas entre as pessoas da região, conhecimentos e habilidades mantidas até hoje. A relevância cultural e a proliferação do elemento ao longo dos séculos comprovam o empenho das comunidades locais em sustentá-lo; isto é conseguido através da participação coletiva em múltiplas atividades relacionadas com a datileira e numerosos rituais, tradições e costumes festivos. (UNESCO/BPI) |                                                               |

| | Tecelagem artesanal no Alto Egito (Sa'eed) |
| Bem imaterial inscrito em 2020. |                                            |
| A tradição artesanal "Tecelagem artesanal no Alto Egito (Sa'eed)" é um processo complexo que requer tempo, esforço, paciência e prática. Muitas etapas e técnicas estão envolvidas na preparação do tear, rosqueamento e tecelagem para alcançar o produto final; é um trabalho de precisão e acabamento intrincado. Durante séculos, homens e mulheres usaram seus conhecimentos e talentos artísticos herdados para criar tecidos bordados, tanto como legado familiar quanto como profissão. Os princípios básicos permaneceram os mesmos usados no passado, seja para linho, algodão, lã ou seda. No entanto, as fábricas que costumavam tecer com fios de seda caros mudaram gradualmente para o algodão, pois é mais recompensador financeiramente, e os pequenos teares estreitos foram substituídos por outros mais largos. A tecelagem manual é considerada uma fonte de identidade e orgulho para as comunidades envolvidas e a persistência da terminologia do tear manual atesta o seu profundo significado para elas. A prática atualmente enfrenta muitas ameaças, no entanto. A tecelagem não é mais lucrativa, a tecelagem em casa requer espaço não utilizado para acomodar o tear e os materiais de trabalho são caros. O ofício é, portanto, negligenciado e não transmitido como era no passado. Acredita-se que a formação de uma nova geração de jovens neste ofício seria uma solução para o problema crescente do desemprego nas comunidades envolvidas. (UNESCO/BPI) |                                            |

| | Caligrafia árabe: conhecimentos, habilidades e práticas |
| Bem imaterial inscrito em 2021. |                                                         |
| Este bem é compartilhado com: Arábia Saudita, Argélia, Bahrein, Egito, Emirados Árabes Unidos, Iêmen, Iraque, Jordânia, Kuwait, Líbano, Ilhas Maurícias, Marrocos, Omã, Palestina, Sudão e Tunísia. |                                                         |
| A caligrafia árabe é a prática artística de caligrafia árabe de forma fluida para transmitir harmonia, graça e beleza. A prática, que pode ser transmitida pela educação formal e informal, utiliza as vinte e oito letras do alfabeto árabe, escritas em letra cursiva, da direita para a esquerda. Originalmente destinado a tornar a escrita clara e legível, tornou-se gradualmente uma arte árabe islâmica para obras tradicionais e modernas. A fluidez da escrita árabe oferece infinitas possibilidades, mesmo dentro de uma única palavra, pois as letras podem ser esticadas e transformadas de várias maneiras para criar diferentes motivos. As técnicas tradicionais usam materiais naturais, como juncos e hastes de bambu para o qalam, ou instrumento de escrita. Uma mistura de mel, fuligem preta e açafrão é usada para a tinta, e o papel é feito à mão e tratado com amido, clara de ovo e alume. A caligrafia moderna geralmente usa marcadores e tinta sintética, e a tinta spray é usada para caligrafia em paredes, sinais e edifícios. Artesãos e designers também usam a caligrafia árabe para aprimoramento artístico, como esculturas em mármore e madeira, bordados e gravuras em metal. A caligrafia árabe é difundida em países árabes e não árabes e é praticada por homens e mulheres de todas as idades. As habilidades são transmitidas informalmente ou por meio de escolas formais ou estágios. (UNESCO/BPI) |                                                         |